# Elecciones municipales de Guayaquil de 1967
Las elecciones municipales de Guayaquil de 1967, dieron como resultado la reelección de Assad Bucaram del CFP en alianza con el Partido Liberal Radical Ecuatoriano, exalcalde en 1963 cuya período fue suspendido por la dictadura militar de ese año. Su principal contendor fue el también exalcalde Pedro Menéndez Gilbert por el velasquismo. También se candidateó José Hanna Musse, director del movimiento guevarista del CFP, también se postuló el escritor comunista Enrique Gil Gilbert por el Frente Izquierdista del Pueblo y el conservador Enrique Baquerizo. 
Fuentes: